# П'єр Береговуа
П'єр Береговуа́ (Петро Адріанович Береговий, фр. Pierre Bérégovoy; 23 грудня 1923, Девіль-ле-Руан поблизу Руана —1 травня 1993, Париж) — французький політик-соціаліст, прем'єр-міністр Франції в 1992–1993 роках, при президентові республіки Франсуа Міттерані.

## Біографія
Його батько, Адріан Береговий походив з Ізюма Харківської губернії. Після приходу до влади більшовиків емігрував до Французької республіки, відкрив власну кав'ярню. Петро був його старшим сином.
Розпочав трудову діяльність робітником-металістом. Брав участь у французькому Русі Опору під час Другої світової війни. У політику прийшов через профспілкову активність.
Навчався у Школі наукової організації праці.
1959 — один із засновників Автономної соціалістичної партії Франції.
В 1963—1967 — член секретаріату Об'єднаної соціалістичної партії.
З 1969 — член керівництва Соціалістичної партії Франції.
В 1981—1983 — генеральний секретар канцелярії президента Франції Франсуа Міттерана.
З 1982 року займав посади міністрів з соціальних питань, економіки, фінансів та бюджету. З 1986 — депутат Національних зборів.
У 1982—1992 роках займав різні міністерські пости, відповідаючи за економічну політику, керовану Міттераном.
Його прем'єрство виявилося недовгим (менше року) і закінчилося трагічно. Після поразки соціалістів на законодавчих виборах Береговуа, замішаний додатково у фінансовому скандалі, подав у відставку (29 березня 1993) і 1 травня покінчив життя самогубством, застрелившися в парку на березі каналу (було відмічено схожість цієї обставини із слов'янським значенням його прізвища) з пістолета, відібраного у власного охоронця. Береговуа — єдиний самовбивця серед французьких прем'єр-міністрів. Він не залишив передсмертної записки.
Існує також точка зору, згідно з якою Береговуа вбили за розпорядженням людей, близьких до адміністрації Міттерана, але ця теорія не завоювала довіри.

## Вшанування пам'яті

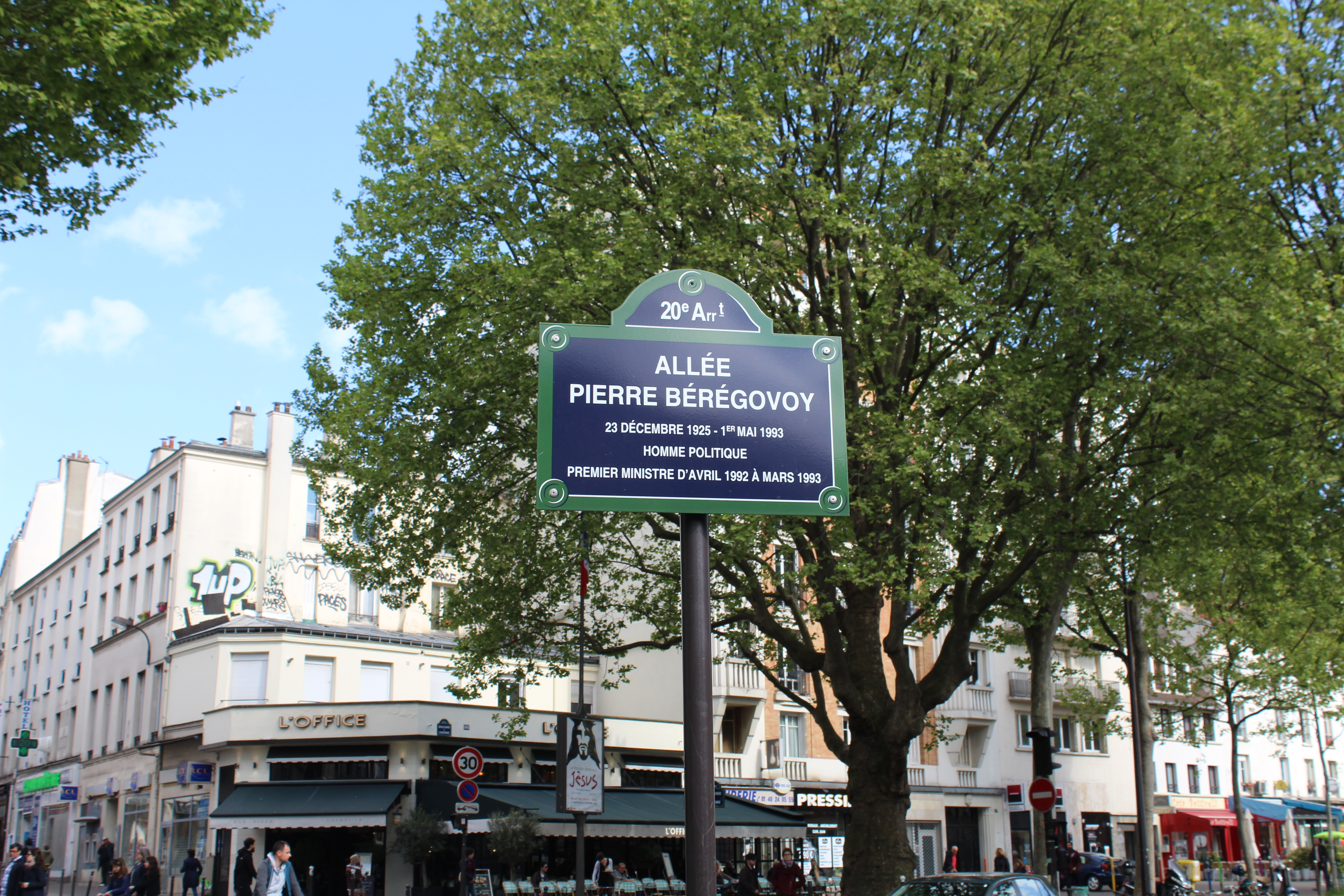
Алея П'єра Береговуа в Парижі

Ім'ям П'єра Береговуа названі міст П'єра Береговуа через Луару поблизу міста Невер у регіоні Бургундія-Франш-Конте.
Вулиця П'єра Береговуа є у містах Аррас, Бове, Борен, Вільпент, Кліші, Таверні. Також вулиця П'єра Береговуа є у місті Ізюм.
Бульвар П'єра Береговуа існує у місті Монтіньї-ан-Гоель.
В Парижі існує Алея П'єра Береговуа.